# Bernard Santacruz
Bernard Santacruz (* 1956 in Algier) ist ein französischer Jazzmusiker (Kontrabass, Komposition).

## Leben und Wirken
Santacruz begann autodidaktisch E-Bass zu lernen und spielte zunächst in Rock- und Fusionbands im Raum Marseille, bevor er 1986 das Konservatorium Avignon besuchte. Dort lernte er Kontrabass bei Joseph Fabre und besuchte die Jazz-Klasse von André Jaume; ferner hatte er Unterricht bei Charlie Haden (1989) und Ron Carter (1990). Erste professionelle Auftritte hatte er im Trio Soma; in den 1990er Jahren arbeitete er mit Charles Tyler, mit dem in Frankreich erste Aufnahmen entstanden (Folly Fun Music Magic). 1995 legte er unter eigenem Namen das Album Latitude 44 vor, das er mit Denis Charles, Frank Lowe und dem afrikanischen Perkussionisten Cheikh Tidiane Fall in Pernes-les-Fontaines aufgenommen hatte.
Des Weiteren spielte Santacruz mit Frank Lowe (Duoalbum Short Tales, 1999), Serge Lazarevitch, Daunik Lazro, Michel Marre, Rémi Charmasson, Joël Allouche, Stephan Oliva, Anthony Ortega, Éric Barret, Denis Fournier, Lionel Garcin, Barry Altschul, Antoine Lisolo, Anders Griffen, Jim Baker, Christian Rollet, Thierry Maucci, Sabir Mateen, Charles Gayle, Ricky Ford, Jean-Luc Cappozzo, Jeff Parker und Michael Zerang, in den 2010er Jahren auch mit Philippe Deschepper und Rémi Charmasson (The Wind Cries Jimi, 2013). Im Bereich des Jazz war er zwischen 1990 und 2019 an 25 Aufnahmesessions beteiligt.

## Diskographische Hinweise
- Denis Charles / Rémi Charmasson / Bernard Santacruz: A Scream for Charles Tyler (Bleu Regard, 1992), mit Charles Tyler, Antoine Lisolo
- Bernard Santacruz / Frank Lowe / Denis Charles: After the Demon's Leaving (AA, 1996)
- Narc Mazzillo / André Jaume / Bernard Santacruz: Jaisalmer (CELP, 2000)
- Jeff Parker / Bernard Santacruz / Michael Zerang: Vega (Marge, 2001)
- Lenox Avenue (Rude Awekening, 2006) solo
- Trio Passeurs: Existences (Marge, 2008) mit Veronique Magdelenat, Christian Rollet
- Denis Fournier: Watershed (RogueArt, 2012)
- Tales, Fables, and Other Stories (Juju Works, 2017) solo
- Bernard Santacruz / Michael Zerang: Cardinal Point (2021)
- Vinny Golia, Bernard Santacruz, Cristiano Calcagnile: To Live and Breathe… (2022)
- Christiane Bopp, Bernard Santacruz & Bruno Tocanne: What About? (2024)